# Conference League 1990-1991
La Conference League 1990-1991, conosciuta anche con il nome di GM Vauxhall Conference per motivi di sponsorizzazione, è stata la 12ª edizione del campionato inglese di calcio di quinta divisione.

## Squadre partecipanti
| Squadra                | Città                | Stagione precedente                                             |
| ---------------------- | -------------------- | --------------------------------------------------------------- |
| Altrincham             | Altrincham           | 16º posto in Conference League                                  |
| Barnet                 | Londra (High Barnet) | 16º posto in Conference League                                  |
| Barrow                 | Barrow-in-Furness    | 14º posto in Conference League                                  |
| Bath City              | Bath                 | 2º posto in Southern League Premier Division (promosso)         |
| Boston United          | Boston               | 18º posto in Conference League                                  |
| Cheltenham Town        | Cheltenham           | 11º posto in Conference League                                  |
| Colchester United      | Colchester           | 24º posto in Fourth Division (retrocesso)                       |
| Fisher Athletic        | Londra               | 19º posto in Conference League                                  |
| Gateshead              | Gateshead            | 2º posto in Northern Premier League Premier Division (promosso) |
| Kettering Town         | Kettering            | 5º posto in Conference League                                   |
| Kidderminster Harriers | Kidderminster        | 13º posto in Conference League                                  |
| Macclesfield Town      | Macclesfield         | 4º posto in Conference League                                   |
| Merthyr Tydfil         | Merthyr Tydfil       | 9º posto in Conference League                                   |
| Northwich Victoria     | Northwich            | 15º posto in Conference League                                  |
| Runcorn                | Runcorn              | 3º posto in Conference League                                   |
| Slough Town            | Slough               | 1º posto in Isthmian League Premier Division (promosso)         |
| Stafford Rangers       | Stafford             | 17º posto in Conference League                                  |
| Sutton United          | Londra (Sutton)      | 8º posto in Conference League                                   |
| Telford United         | Telford              | 12º posto in Conference League                                  |
| Welling United         | Londra (Bexley)      | 6º posto in Conference League                                   |
| Wycombe Wanderers      | High Wycombe         | 10º posto in Conference League                                  |
| Yeovil Town            | Yeovil               | 7º posto in Conference League                                   |

## Classifica finale
|  | Pos. | Squadra            | Pt | G  | V  | N  | P  | GF  | GS | DR  |
|  | ---- | ------------------ | -- | -- | -- | -- | -- | --- | -- | --- |
|  | 1    | Barnet             | 87 | 42 | 26 | 9  | 7  | 103 | 52 | +48 |
|  | 2    | Colchester Utd     | 85 | 42 | 25 | 10 | 7  | 68  | 35 | +33 |
|  | 3    | Altrincham         | 82 | 42 | 23 | 13 | 6  | 87  | 46 | +41 |
|  | 4    | Kettering Town     | 80 | 42 | 23 | 11 | 8  | 67  | 45 | +22 |
|  | 5    | Wycombe            | 74 | 42 | 21 | 11 | 10 | 75  | 46 | +29 |
|  | 6    | Telford Utd        | 67 | 42 | 20 | 7  | 15 | 62  | 52 | +10 |
|  | 7    | Macclesfield Town  | 63 | 42 | 17 | 12 | 13 | 63  | 52 | +9  |
|  | 8    | Runcorn            | 58 | 42 | 16 | 10 | 16 | 69  | 67 | +2  |
|  | 9    | Merthyr Tydfil     | 57 | 42 | 16 | 9  | 17 | 62  | 61 | +1  |
|  | 10   | Barrow             | 57 | 42 | 15 | 12 | 15 | 59  | 65 | -6  |
|  | 11   | Welling Utd        | 54 | 42 | 13 | 15 | 14 | 55  | 57 | -2  |
|  | 12   | Northwich Victoria | 52 | 42 | 13 | 13 | 16 | 65  | 75 | -10 |
|  | 13   | Kidderminster      | 52 | 42 | 14 | 10 | 18 | 56  | 67 | -11 |
|  | 14   | Yeovil Town        | 50 | 42 | 13 | 11 | 18 | 58  | 58 | 0   |
|  | 15   | Stafford Rangers   | 50 | 42 | 12 | 14 | 16 | 48  | 51 | -3  |
|  | 16   | Cheltenham Town    | 48 | 42 | 12 | 12 | 18 | 54  | 72 | -18 |
|  | 17   | Gateshead          | 48 | 42 | 14 | 6  | 22 | 52  | 92 | -40 |
|  | 18   | Boston Utd         | 47 | 42 | 12 | 11 | 19 | 55  | 69 | -14 |
|  | 19   | Slough Town        | 45 | 42 | 13 | 6  | 23 | 51  | 80 | -29 |
|  | 20   | Bath City          | 42 | 42 | 10 | 12 | 20 | 55  | 61 | -6  |
|  | 21   | Sutton Utd         | 39 | 42 | 10 | 9  | 23 | 62  | 82 | -20 |
|  | 22   | Fisher Athletic    | 30 | 42 | 5  | 15 | 22 | 38  | 79 | -41 |

Legenda:
      Promosso in Fourth Division 1991-1992.
      Retrocesso in Isthmian League 1991-1992.
      Retrocesso in Southern League 1991-1992.
Regolamento:
Tre punti a vittoria, uno a pareggio, zero a sconfitta.
In caso di arrivo di due o più squadre a pari punti, la graduatoria viene stilata secondo i seguenti criteri:
- differenza reti
- maggior numero di gol segnati